# シンガポール航空006便離陸失敗事故
シンガポール航空006便離陸失敗事故 （シンガポールこうくう006びんりりくしっぱいじこ、Singapore Airlines Flight 006）は、2000年10月31日に中華民国で発生した航空事故である。悪天候の中での離陸の際に間違った滑走路に進入して作業車両と衝突したこの事故は最新鋭のボーイング747-400が事故機となり、シンガポール航空にとっては創業以来初めての死亡事故となった。

## 事故当日の006便
- 乗務員
  - 運航乗務員：以下3名
  - 機長 41歳

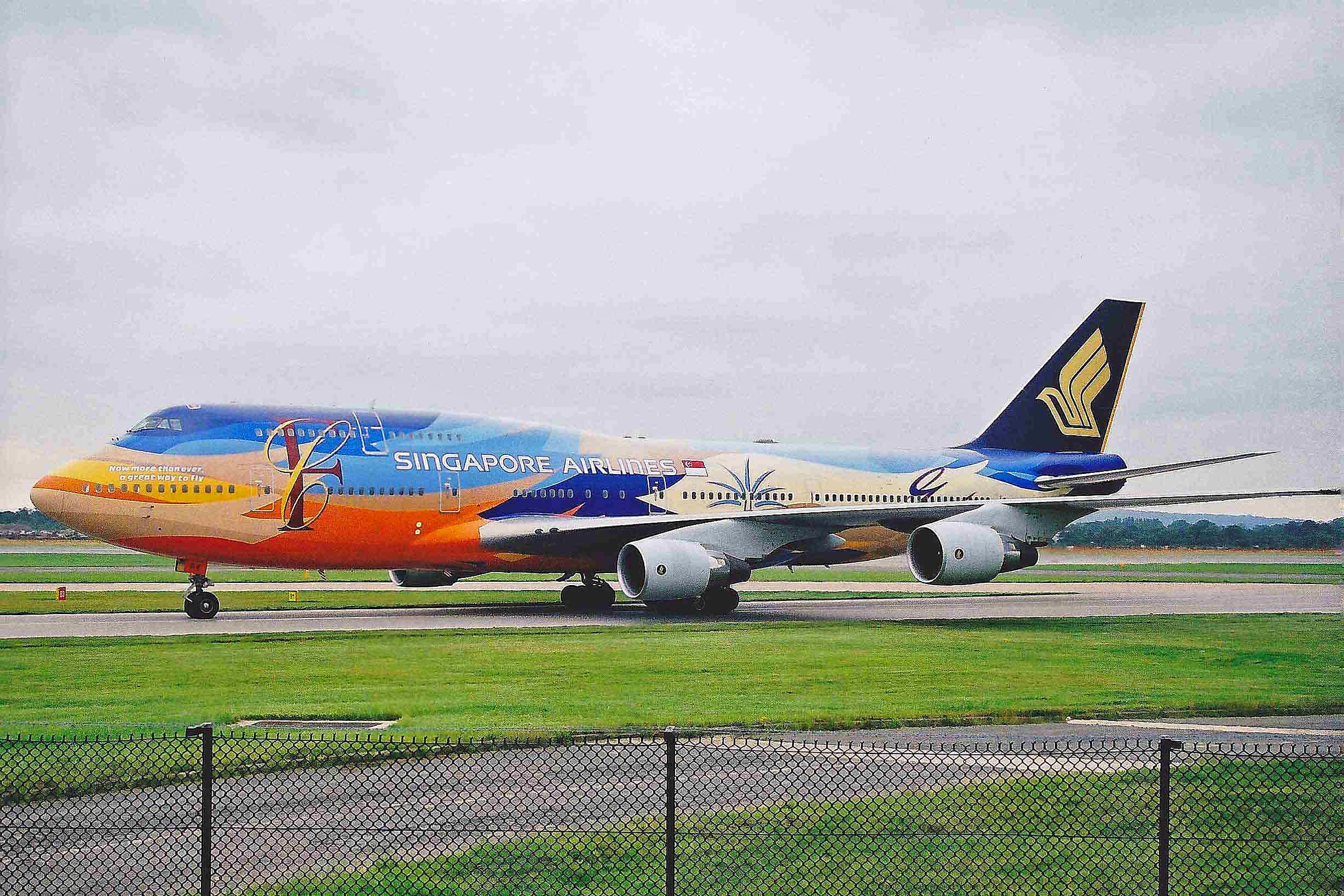
2000年8月に撮影された事故機

  - 副操縦士 36歳（元シンガポール軍士官）
  - リリーフパイロット[4] 38歳（機長歴8年）
  - 客室乗務員：17名
- 乗客：159名

## 事故の概要

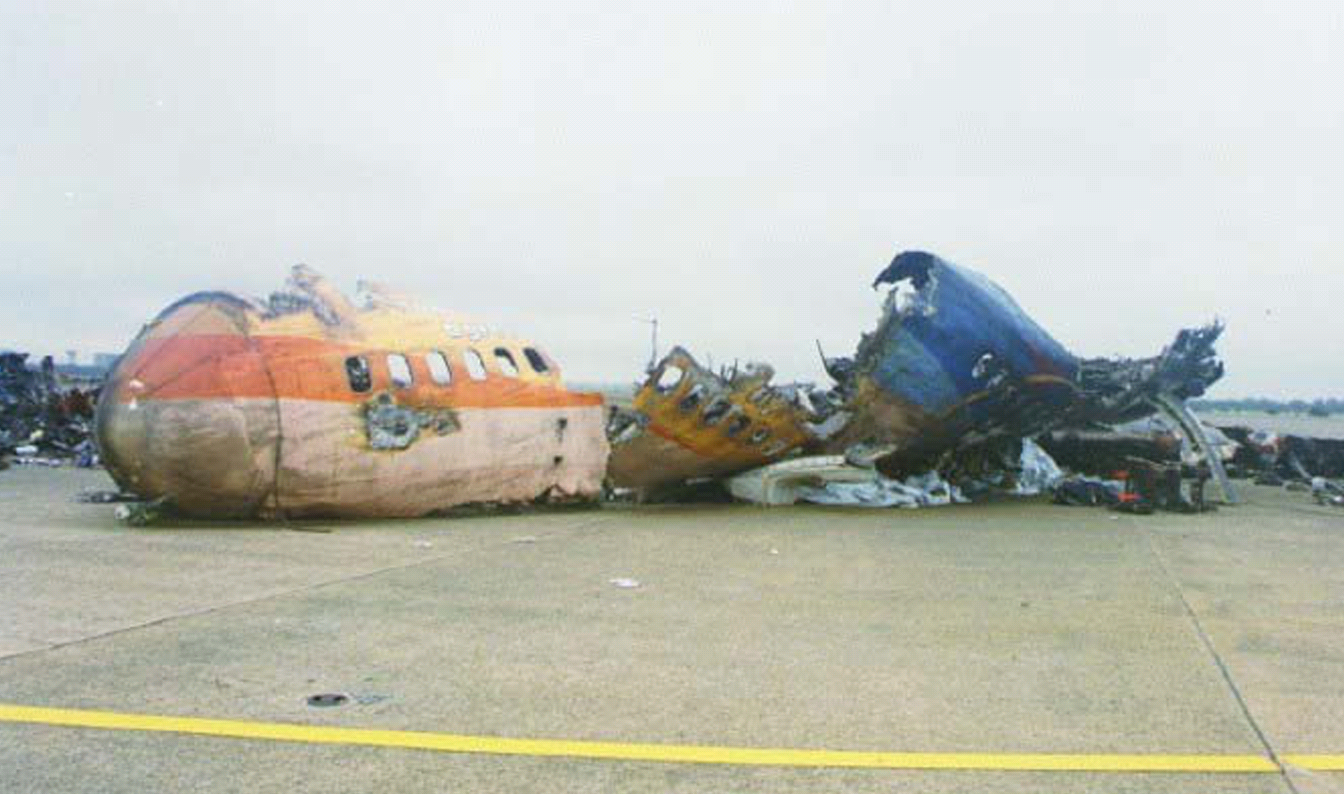
006便の残骸

シンガポール航空006便は、2000年10月31日午後にシンガポールを出発し、中華民国の台北を経由してアメリカ合衆国ロサンゼルスを最終目的地とするフライトプランであった。
事故当日に006便の運航に充てられていた機体は、事故の約3年10か月前の1997年1月に製造されたボーイング747-400（機体記号9V-SPK）であった。また、この機体は新しいファーストクラスの宣伝となる特別塗装機「トロピカル・メガトップ(Tropical Mega Top)」であった。
2000年10月31日午後11時17分（現地時間）に台北の中正国際空港（現・台湾桃園国際空港）からの離陸に失敗し炎上大破した。この事故で乗客159名、乗員20名の合わせて179名のうち、日本人1名を含む83名が死亡し、39名が重傷、32名が軽傷を負った。
事故発生当時、台北近辺には台風20号が接近中で、台湾島一帯が風速15m以上の強風圏に入っており、当日は強い風雨のため発着する国内線航空便の欠航が相次いでいた。そのため当初事故の原因は台風の強風による機体の横転や、ウインドシアではないかとする推測が出された。
しかし、事故から生存した3名の運航乗務員の全員からの証言や管制官の証言や、搭載されていたCVRとDFDRの解析結果から、管制官から指示された滑走路とは別の滑走路を使用したことによるパイロットミスと判明した。
この事故で、那覇空港を出発して、台北で乗り継いでロサンゼルスに向かっていた沖縄県在住の日本人男性が死亡した。

## コックピットボイスレコーダー (CVR) の記録
原語は英語、時刻は協定世界時表記
PF - 機長

PNF - 副操縦士

OBS - リリーフパイロット

RDO2 - 無線

TWR - 管制塔

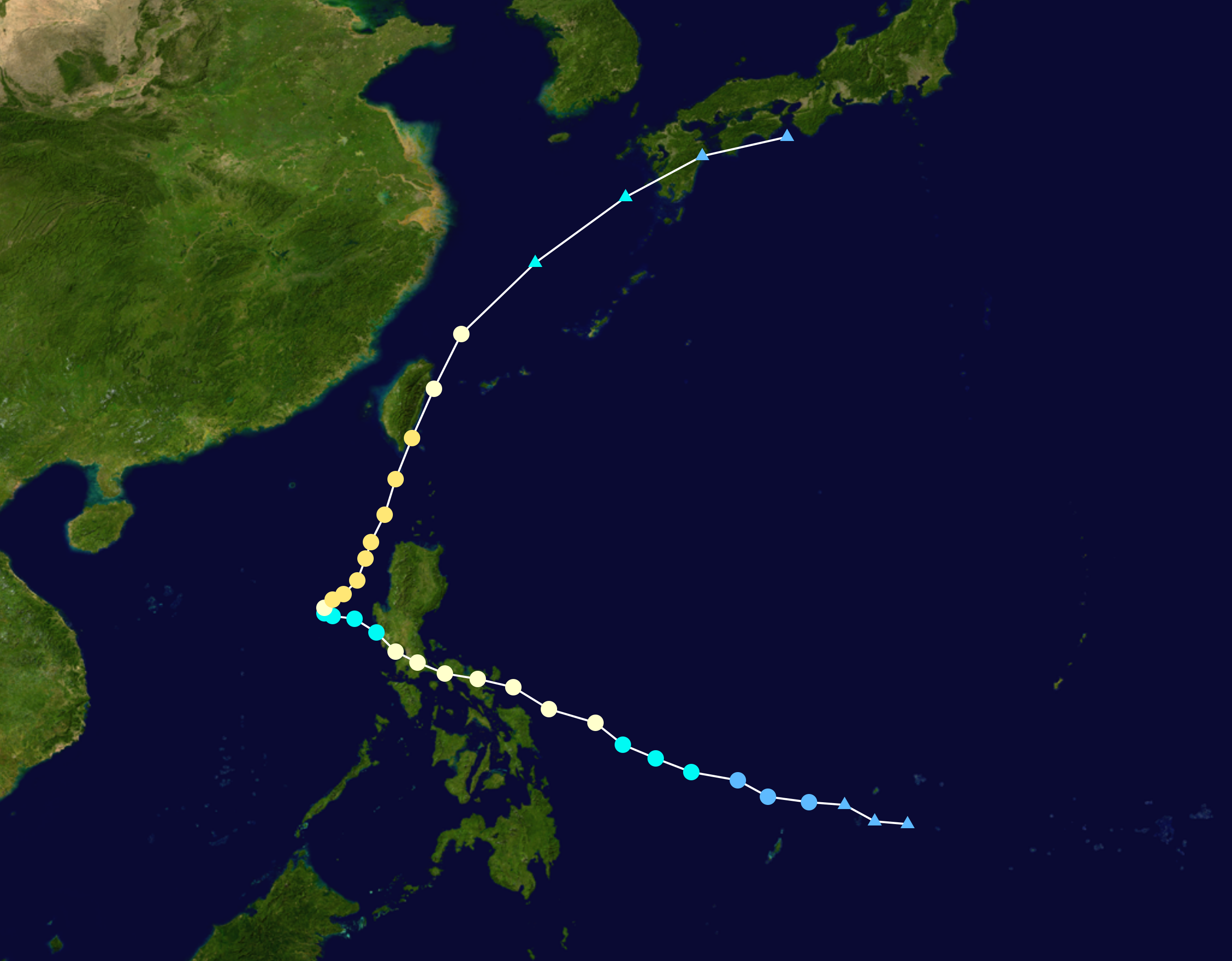
台風20号の進路

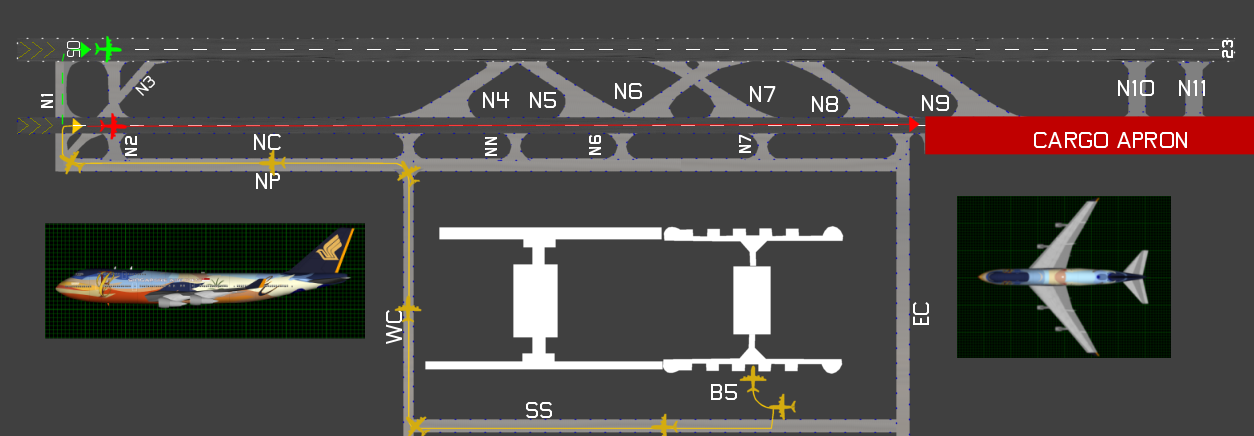
事故当時のタキシング経路（緑の経路で進入するところを赤の経路で誤進入した）

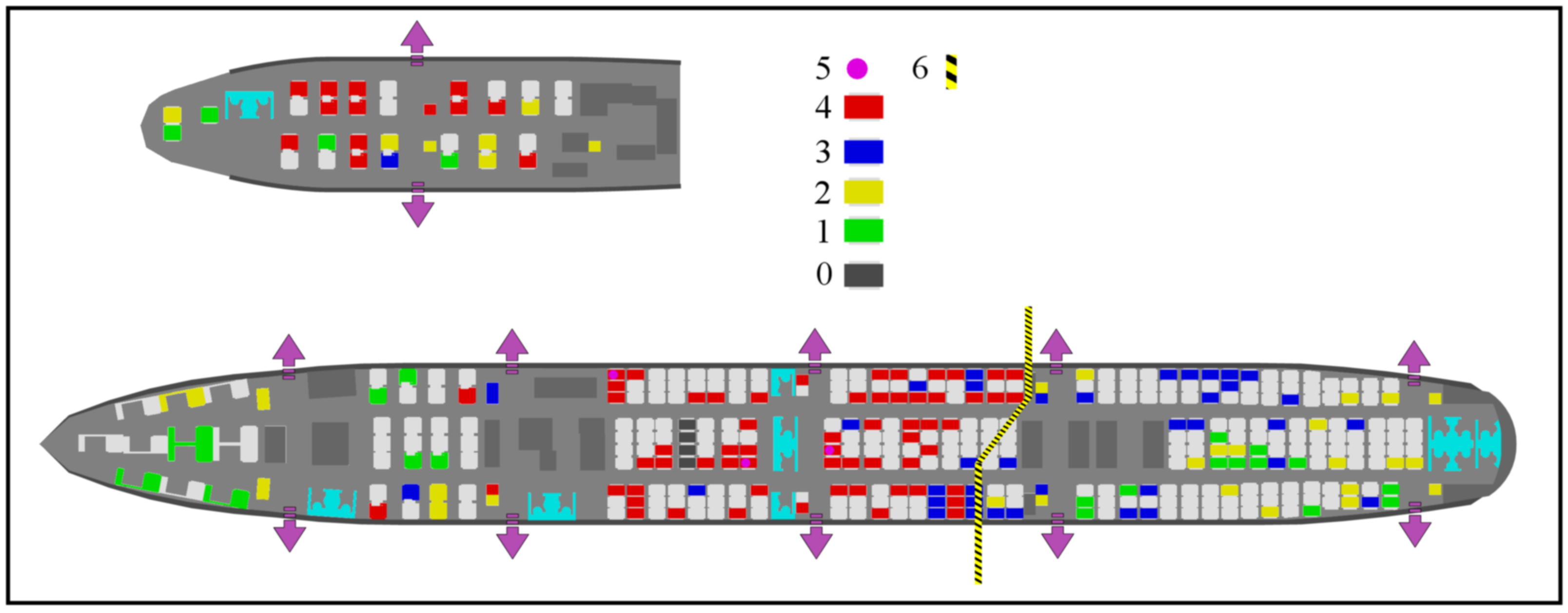

- 15:14:58: PF - Tell them we are ready lah.（管制官に離陸準備ができたと伝えてくれ。）
- 15:15:02: RDO2 - SINGAPORE six, ready.（シンガポール6、離陸準備完了。）
- 15:15:04: TWR- SINGAPORE six roger, Runway zero five LEFT, taxi into position and hold.（シンガポール6、了解、滑走路は05L、離陸位置までタキシングして待機せよ。）
- 15:15:08: RDO2- Taxi into position and hold, SINGAPORE six.（離陸位置までタキシングして待機、シンガポール6。）
- 15:15:12: PNF- I get them seated, ah.（客室乗務員に伝えます。）
- 15:15:12: PF- OK, below the line please... yah.（よし、チェックリストの続きを頼む……。）
- 15:15:15: PNF- Cabin crew to your takeoff station thanks.（客室乗務員は着席してください。）
- 15:15:20: （ドア閉音）
- 15:15:20: （チャイム音）
- 15:15:22: TWR- SINGAPORE six, Runway zero five LEFT, wind zero two zero at two eight, gust to five zero, Cleared for take off.（シンガポール6、滑走路は05L。風は方位20度から28ノット、最大風速は50ノット以下。離陸を許可する。）
- 15:15:30: RDO2- Cleared for takeoff, Runway zero five Left, SINGAPORE six.（離陸許可、滑走路05L。シンガポール6。）
- 15:15:31: PF- OK man.（よし。）
- 15:15:34: PNF- OK checks below the line, cabin announcement complete.（はい、チェックリスト続けます。キャビンへのアナウンスが完了しました。）
- 15:15:37: PNF- Packs.（パックス。）
- 15:15:38: PF- OK norm eh.（よし、ノーマル。）
- 15:15:39: PNF- Norm.（ノーマル。）
- 15:15:40: PNF- Strobes on, landing lights all on.（ストロボオン、着陸灯すべてオン。）
- 15:15:44: PNF- Takeoff clearance.（離陸許可。）
- 15:15:45: PF- Obtained hah. （取得した。）
- 15:15:46: PNF- Obtained sir. （取得しました。）
- 15:15:47: PF- OK thanks. （よし、ありがとう。）
- 15:15:48: PNF- Before takeoff checklist completed. （離陸前チェックリスト完了。）
- 15:15:50: （クリック音）
- 15:15:50: PNF- OK green lights are here. （OK、緑色のライトが見えます。）
- 15:15:52: PF- It going to be very slippery I am going to slow down a bit, slow turn here. （すべりやすいから少し徐行して、ここでゆっくり転回しよう。）
- 15:15:53: PNF- Turning that. （転回します。）
- 15:16:07: PNF- And the PVD hasn't lined up ah. （PVDには何も並んでいません。）
- 15:16:10: PF- Yeah we gotta line up first. （そうだな、まずは滑走路方向に合わせよう。）
- 15:16:12: OBS- We need forty five degrees. （あと45度回らないと。）
- 15:16:15: PNF- I see, excellent man. （了解、すばらしい。）
- 15:16:16: PF- Yah. （うん。）
- 15:16:23: PF- Not on yet er PVD huh never mind we can see the runway, not so bad. OK, I am going to put it to high first. OK ready eh, so zero one zero is from the left lah OK. （PVDではまだだが、滑走路が見えるから気にするな。それほど悪くはない。 では、最初に離陸するぞ。 OK準備ができた。ゼロワンゼロは左から、OK。）
- 15:16:27: PNF- OK. （よし。）
- 15:16:30: （フロントガラスのワイパー音）
- 15:16:31: PNF- Ready sir zero two zero check OK. （準備完了、ゼロツーゼロチェックOK。）
- 15:16:33: PF- Left wing into aileron, left aileron into wind. Huh OK Cabin reported eh. （ 左翼を補助翼に、左補助翼をウインドに。 OK、キャビンは報告しました。）
- 15:16:37: OBS- Yah cabin is ready. （キャビンの準備ができました。）
- 15:16:37: PF- OK thanks. （よしありがとう。）
- 15:16:37: PNF- Yup thanks. （うん、ありがとう。）
- 15:16:43: OBS- OK, thrust ref TOGA TOGA.（よし、オートスロットルを離陸モードに。）
- 15:16:43: PNF- Thrust ref TOGA TOGA.（オートスロットルを離陸モード。）
- 15:16:44: PF- OK, thrust ref TOGA TOGA.（了解、オートスロットルを離陸モード。）
- 15:16:54: OBS- Hold.（そのまま。）
- 15:16:54: PNF- Hold.（そのまま。）
- 15:16:54: PF- Roger.（了解。）
- 15:16:55: OBS- Eighty knots.（速度80ノット。）
- 15:16:55: PNF- Eighty knots.（80ノット。）
- 15:16:56: PF- OK, my control.（よし、私が操縦する。）
- 15:17:13: PNF- Vee One.（V1。）
- 15:17:13: OBS- Vee One.（V1。）
- 15:17:16: PF- Shit, something there!（クソッ、何かある！）
- 15:17:17: （最初の接触音）
- 15:17:18: ****Waaah****（クルーの悲鳴）
- 15:17:18: （衝撃音）
- 15:17:22: （録音終了）

## 事故原因

### 誤進入
その後の調査で、事故機は管制塔から離陸を指示された滑走路05L（左側）ではなく、約200m隣を平行に走る改修工事中の滑走路05R（右側）に誤って進入し、05Lにいるものと誤信したまま離陸滑走を行ったことが判明した。
当日、05R滑走路は改装工事中であり工事用車両などが置かれていた。そのため、離陸時にコンクリートブロックに衝突してバランスを崩したまま工事用クレーン車に衝突し墜落したものであった。機体はバラバラになり爆発炎上した。多くの乗客は事故の衝撃からは生存していたが、火災によって落命したといわれている。離陸直前であり太平洋横断用の大量の航空燃料が搭載されていたため被害が拡大した。
事故を調査した飛航安全調査委員会は2002年4月26日に、「事故機は左滑走路に入るべきところを、機長が誤って補修工事で閉鎖中の右滑走路に進入させたうえ、滑走路の確認を怠ったことが原因」と最終的に結論付けた報告書を発表した。
これは、「パイロットは滑走路地図等で右滑走路が使用不能であることを確認できたこと」、「誘導路上の誘導灯は滑走路である左滑走路を示しており、右滑走路の誘導灯は点灯していなかったとみられること」、「事故機は左滑走路に進入する姿勢を取っていなかったこと」などをあげ、「たとえ空港施設に欠陥があったとしても、これが事故機のパイロットに間違った滑走路を選ばせる原因になったとはいえない」とするものであった。実際に006便以外にも多数の航空機が離着陸を行っていたが、このような事故を起こしたものは皆無であった。
それに対してシンガポール側は独自の調査を行い、「右滑走路の誘導灯の点灯等滑走路の標識や照明等の不備」、「右滑走路への進入路が閉鎖されていなかったこと」など、空港側の不備があったと指摘して、「複合的要因によって起きたものである」としてパイロットミスとの最終判断への反論と同時に、中華民国側の事故報告書に不満を表明したが、これは国際的には全く受け入れられていないばかりか、シンガポール航空側の安全運航に対する不信感を増やす結果にしかならなかった。
日本の航空ジャーナリストの青木謙知は、事故原因として乗員が正確な地図を持っていなかったこと、誘導灯の不備、乗務員の緊張感を欠いた雑談などを挙げている。

## 事故の影響

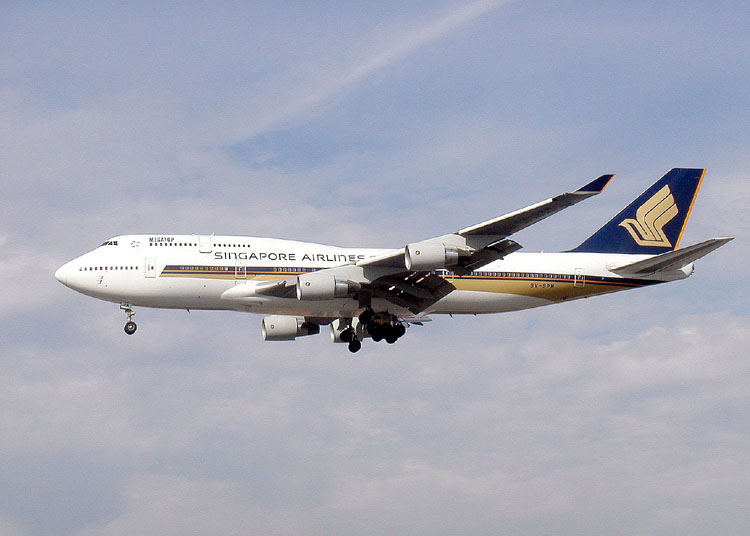
事故機と同型のボーイング747-400型機（通常塗装）

- 事故機のボーイング747-400（機体記号9V-SPK）は、シンガポール航空特別塗装機『トロピカル・メガトップ』2機のうちの1機だった。なおもう1機（機体記号9V-SPL）の方は事故から約1か月後に、事故の被害者・遺族への配慮としてシンガポール航空の通常塗装に戻された（2009年売却）。

- 同社は、この『トロピカル・メガトップ』の就航に因んでドイツのモデルメーカー・ヘルパに『トロピカル・メガトップ』（機体記号9V-SPL）のスケールモデル[13]の製作を発注依頼していた。しかし、この事故を機に発売の中止をモデルメーカーに求めた[14]。従って、このモデルプレーンは1点も市場に出回ることなく「幻のモデルプレーン」となった。

- シンガポール航空の客室乗務員が常時着用していたサンダル（バックストラップなし）が、事故時の緊急脱出に時間を要する原因になった上、脱出時に脱げてしまい足を負傷する原因になったとの指摘が客室乗務員や乗客からあり、この事故以降、離着陸時のみバックストラップのサンダルを着用することとなった。

## 映像化
- メーデー!:航空機事故の真実と真相 第10シーズン第3話「TYPHOON TAKEOFF」